# Croton punctatus
Pour Croton punctatus, Lour., 1790, voir Croton cascarilloides.
Pour Croton punctatus, Anderson, 1807, voir Croton corylifolius.
Pour Croton punctatus, Moon, 1824, voir Croton moonii.
Pour Croton punctatus, Rich. ex Baill., 1861, voir Croton jennyanus.
Espèce
Croton punctatus est une espèce de plantes à fleurs du genre Croton et de la famille des Euphorbiaceae, présente du sud-est des États-Unis jusqu'en Colombie et aux Caraïbes.
Il a pour synonymes :
- Astraea prunifolia (Vahl) Klotzsch
- Croton disjunctiflorus, Michx., 1803
- Croton furfuraceus, Pers., 1807
- Croton maritimus, Walter, 1788
- Croton plukenetii, Geiseler, 1807
- Croton prunifolius, Vahl, 1807
- Drepadenium maritimum, (Walter) Raff.
- Gynamblosis maritima (Walter) Baill.
- Lasiocroton prunifolius, Griseb.
- Oxydectes maritima (Walter) Kuntze
- Oxydectes punctata, (Jacq.) Kuntze
- Rottlera punctata, A.Juss. ex Spreng.